# Catriló (departement)
Catriló is een departement in de Argentijnse provincie La Pampa. Het departement (Spaans: departamento) heeft een oppervlakte van 2.555 km² en telt 6.728 inwoners.

## Plaatsen in departement Catriló
- Catriló
- La Gloria
- Lonquimay
- Uriburu